# Кибжак
Кибжак (фр. Cubjac) насеље је и општина у југозападној Француској у региону Аквитанија, у департману Дордоња која припада префектури Периже.
По подацима из 2011. године у општини је живело 710 становника, а густина насељености је износила 34,43 становника/km². Општина се простире на површини од 20,62 km². Налази се на средњој надморској висини од 140 метара (максималној 253 m, а минималној 107 m).

## Демографија
| 1962. | 1968. | 1975. | 1982. | 1990. | 1999. | 2011. |
| ----- | ----- | ----- | ----- | ----- | ----- | ----- |
| 530   | 572   | 594   | 646   | 636   | 643   | 710   |

График промене броја становника у току последњих година